# 하일복성
하일복성은 홍콩에서 제작된 홍금보 감독의 1985년 액션, 코미디 영화이다.

## 출연

### 주연
- 홍금보
- 오요한
- 증지위
- 풍쉬범
- 진상림
- 성룡
- 원표
- 유덕화
- 관지림
- 호혜중

### 조연
- 양자경
- 우마
- 매염방
- 임정영
- 묘교위